# Magdalena Tirado
Magdalena Tirado (Madrigal de la Vera (Cáceres), 1961) es una escritora española.

## Biografía
En el año 2005 la editorial Gens Ediciones publicó su primera novela, Los que lloran solos, con la que había sido finalista del premio de novela Juan Pablo Forner.
En el año 2007 publicó su segunda novela El corazón de las estatuas, también en Gens Ediciones.
Fue finalista del premio Mario Vargas Llosa - NH de relatos, con el cuento "Lisboa".
Impartió cursos de relato y novela en los Talleres de escritura Fuentetaja.
En la actualidad[¿cuándo?] es profesora del Máster de Narrativa, Relato breve, Novela secuencial, Escritura autobiográfica y Escritura y  Gestalt en la Escuela de Escritores en Madrid. También imparte seminarios de escritura enfocados al desarrollo personal. Se formó en Terapia Gestalt.
Ha impartido cursos de verano en Mallorca los últimos años[¿cuándo?] para el periódico El Mundo, cursos en las Jornadas de Innovación Educativa de Elche y cursos de formación del profesorado durante varios años en la misma ciudad para la Consejería de Cultura, Educación y Deporte de la Generalidad Valenciana.
Ha escrito, en colaboración con Antonio Jiménez Morato, el curso de relato breve dirigido por Ángel Zapata que se imparte en los Talleres de escritura creativa Fuentetaja. Ha publicado en revistas los artículos: “La escritura como camino de vida”, “Escribir es escucharse” y “Sobre el deseo”, este último incluido en Cuaderno de ideas  (Ed. Fuentetaja). También colaboró con sus artículos en la sección “Bienestar” de la revista MUFACE y en con su columna Mitades en el periódico Escuela.
Es jurado de distintos premios literarios y tiene relatos publicados en varias antologías.

## Obra publicada

### Novelas
- Los que lloran solos (Gens Ediciones, 2005)
- El corazón de las estatuas (Gens Ediciones, 2007)

### Relatos
- Lisboa, publicado en la antología Noches de relatos.
- Calor, publicado en la antología "Trentacuentos", de la colección de narrativa Palma de violeta (Casabierta Editorial)

### Columnas literarias
- Serie Mitades en el periódico Escuela.

## Galardones
- 2001: Finalista del Premio Vargas Llosa-NH de relatos por "Lisboa"
- 2002: Finalista del Premio Juan Pablo Forner por "Los que lloran solos"